# Maneh-o-Samalqan (Verwaltungsbezirk)
Maneh-o-Samalqan (persisch شهرستان مانه وسملقان) ist ein Schahrestan in der Provinz Nord-Chorasan im Iran. Er enthält die Stadt Aschkhaneh, welche die Hauptstadt des Verwaltungsbezirks ist. 

## Demografie
Bei der Volkszählung 2016 betrug die Einwohnerzahl des Schahrestan 101.727. Die Alphabetisierung lag bei 80 Prozent der Bevölkerung. Knapp 33 Prozent der Bevölkerung lebten in urbanen Regionen.
| Zensusjahr | Einwohnerzahl |
| ---------- | ------------- |
| 2011       | 103.944       |
| 2016       | 101.727       |